# Saurauia versteegii
Saurauia versteegii är en tvåhjärtbladig växtart som beskrevs av Ernest Friedrich Gilg och Lauterb. Saurauia versteegii ingår i släktet Saurauia och familjen Actinidiaceae. Inga underarter finns listade i Catalogue of Life.